# Belagerung von Damaskus (1148)
Die Belagerung von Damaskus durch die Kreuzfahrer des Zweiten Kreuzzugs unter den Königen Balduin III., Konrad III. und Ludwig VII. fand vom 23. bis 28. Juli 1148 statt und endete mit dem Rückzug der Kreuzfahrer.

## Vorgeschichte

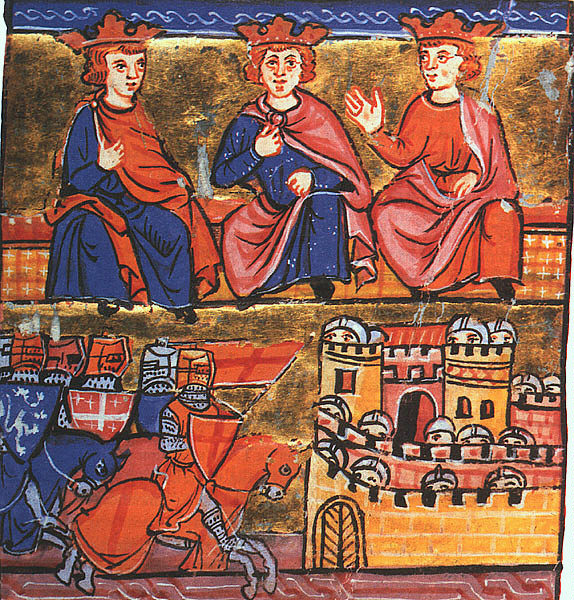
Die drei Könige beschließen den Angriff auf Damaskus

Nach einigen Niederlagen in Kleinasien kam das Heer des Zweiten Kreuzzuges im Heiligen Land an, wo man sich mit den Truppen der Kreuzfahrerstaaten vereinigte. In Akkon hielten nun am 24. Juni 1148 die Anführer des Kreuzzugs, König Konrad III. und König Ludwig VII. mit König Balduin III. von Jerusalem ein Konzil ab, um über das weitere Vorgehen zu beraten. Das eigentliche Ziel des Kreuzzuges, das 1144 an Zengi gefallene Edessa zurückzuerobern, war bereits ausgeschieden. Nachdem Graf Joscelin II. die Stadt nach Zengis Tod 1146 kurzzeitig zurückerobert hatte, hatte Zengis Sohn Nur ad-Din Edessa fast vollständig zerstören und entvölkern lassen. Nach kontroverser Beratung einigte man sich schließlich darauf, Damaskus zu belagern. Eigentlich war Damaskus den Kreuzfahrern gegenüber neutral und ein Feind Nur ad-Dins und zahlte sogar Tribut an die Kreuzfahrer. Allerdings erschien die Stadt auch als lohnendes Ziel, da sie wohlhabend und nah war und kein allzu starkes Militär hatte. Da eine Eroberung von Damaskus die muslimischen Reiche Asiens von denen in Afrika abschneiden würde, war sie auch ein strategisch interessantes Ziel.

## Belagerung

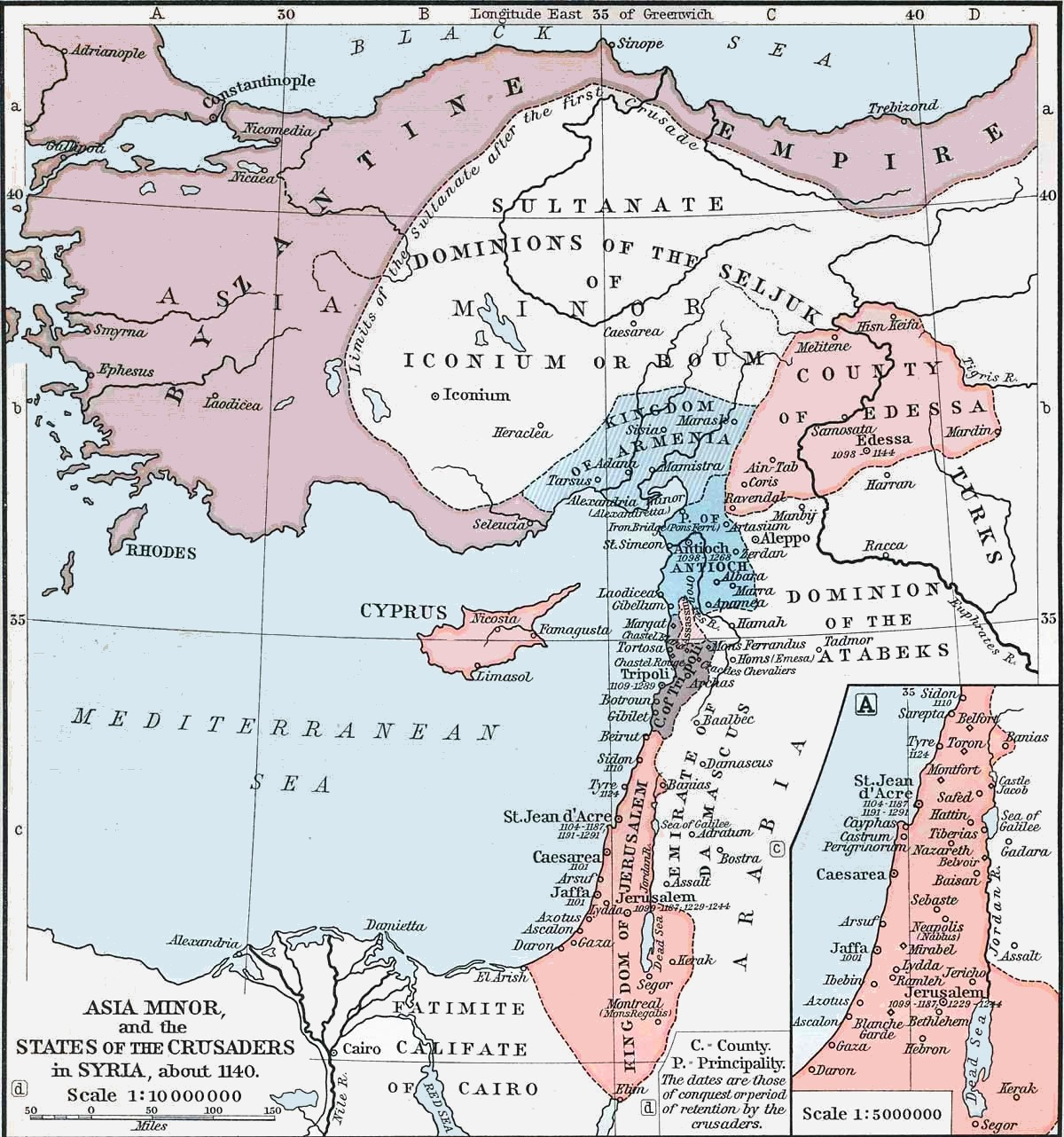
Zielgebiet des Zweiten Kreuzzuges

Mitte Juli 1148 sammelte sich das größte Heer, das die Kreuzfahrer je im Orient aufgestellt hatten, in Tiberias. Mit dem Heiligen Kreuz an der Spitze marschierte das Heer zunächst nach Banyas und erreichte am 23. Juli Damaskus. Der dort im Namen des noch minderjährigen Emirs Mudschir ad-Din Abaq regierende Wesir Unur schickte einen Boten nach Aleppo, um Nur ad-Dins Hilfe zu erbitten. Während die ersten Hilfstruppen von Unurs Provinzstatthaltern eintrafen, hatten die Kreuzfahrer bereits die leicht befestigten Obsthaine westlich vor den Toren erstürmt. Die Kreuzfahrer entschieden sich, ihr Lager in ebendiesen Obsthainen aufzuschlagen, was für sie den Vorteil bot, dass dort Wasser und Nahrung ebenso unmittelbar verfügbar waren wie Bauholz für Belagerungsgeräte. Allerdings machten die unübersichtlichen Gräben und Sträucher die Kreuzfahrer hier anfällig für Hinterhalte und kleinere Überfälle. Da Unur fürchtete, Nur ad-Din wolle Damaskus an sich reißen, versuchte er zunächst, die Kreuzfahrer mit seinen eigenen Truppen abzuwehren. Die Kreuzfahrer wurden von einer heftigen Gegenattacke Unurs von den Mauern Damaskus zurück in die Obsthaine gedrängt und dort immer wieder von den leichten Einheiten Unurs attackiert, so dass sie sich schließlich entschieden, ihr Lager in die übersichtlichere Ebene vor der Stadt zu verlegen. Gleichzeitig verhandelte Unur auch mit der Führung des Kreuzzugs und bot Geld an. Unter den Kreuzfahrer-Fürsten entstand zudem eine Auseinandersetzung darüber, wer in Damaskus nach der Eroberung herrschen solle. Als bekannt wurde, dass Nur ad-Dins Heer von Homs aus anrückte, wurde die Belagerung schließlich schon nach nur fünf Tagen abgebrochen.

## Folgen
Der Zweite Kreuzzug endete als völliger Fehlschlag. Die Kreuzfahrer-Fürsten warfen sich gegenseitig die Schuld für das Scheitern der Belagerung vor. Konrad III. zog mit seinem Heer nach Askalon, um diese Stadt von den ägyptischen Fatimiden zu erobern. Die Eroberung Askalons hätte wie Damaskus die muslimischen Reiche Asiens von denen in Afrika abschneiden können. Auf Grund des herrschenden Misstrauens folgten ihm allerdings weder die Franzosen noch die Kreuzfahrerstaaten; und aufgrund der erlittenen schweren Verluste bei der Durchquerung Kleinasiens war sein deutsches Kontingent nicht stark genug, alleine die Belagerung aufzunehmen. So kehrten die Kreuzfahrer nach Europa zurück, ohne etwas erreicht zu haben.
Auch Damaskus vertraute den Kreuzfahrern nicht mehr und unterwarf sich später Nur ad-Din. Dieser kam dadurch dem Ziel der Vereinigung der Muslime und der Vertreibung der Kreuzfahrer aus dem Heiligen Land einen Schritt näher.

## Die muslimische Sicht auf das Ereignis
Die muslimischen Quellen betonen, dass bei der Belagerung der Stadt zwei prominente Mitglieder der religiösen Klasse von Damaskus, der malikitische Rechtsgelehrte Yūsuf al-Findalāwī und der Asket ʿAbd ar-Rahmān al-Halhūlī, beide hochbetagt, den Märtyrertod fanden. Al-Findalāwī soll seinen Einsatz für die Verteidigung der Stadt mit den Worten begründet haben: „Ich habe verkauft und Er hat von mir gekauft. Bei Gott, weder löse ich den Vertrag, noch bitte ich um Lösung.“ Damit bezog er sich auf das für die Dschihad-Mobilisierung wichtige Koranwort in Sure 9:111: „Gott hat den Gläubigen ihre Person und ihr Vermögen dafür abgekauft, dass sie das Paradies haben sollen. Nun müssen sie um Gottes willen kämpfen und dabei töten und selber den Tod erleiden.“